# Orientallactaga balikunica
Orientallactaga balikunica is een zoogdier uit de familie van de jerboa's (Dipodidae). De wetenschappelijke naam van de soort werd voor het eerst geldig gepubliceerd door Hsia & Fang in 1964.